# Dualizm agrarny
Dualizm agrarny (z łac. dualis – podwójny, agrarius – rolny) – dwie drogi rozwoju rolnictwa w Europy Wschodniej i Zachodniej od XV w.
Na zachodzie kontynentu rozwijały się stosunki towarowo-pieniężne, zaś na wschodzie nastąpiła refeudalizacja, wtórne poddaństwo i naturalizacja gospodarki. Przyczyną miały być odmienne tendencje w rolnictwie – likwidacja zależności osobistej i prawnej chłopa na zachodzie przy braku takich procesów na wschodzie oraz uwarunkowania ekonomiczne – duże zapotrzebowanie dynamicznie rozwijających się państw kolonialnych na zboże, którego nie było w stanie pokryć rodzime rolnictwo. Implikowało to wysokie ceny zboża i opłacalność jego produkcji dla Europy Wschodniej. Dualizm agrarny miał doprowadzić do szybszego rozwoju miast i przemysłu w Europie Zachodniej, do osłabienia rynku wewnętrznego i zastoju gospodarczego w Europie Wschodniej.
W Europie Zachodniej mamy do czynienia z kurczeniem się ziem uprawianych przez feudała oraz rozwojem systemu dzierżawy ziemi w zamian za rentę pieniężną, towarowym charakterem produkcji rolnej oraz jej specjalizacją. Następuje również rozwarstwienie wsi, powstanie gospodarstw dochodowych i upadek słabszych. Poprawia się też sytuacja prawna chłopów poprzez stopniowe zanikanie poddaństwa osobistego chłopów, np. prawo opuszczania wsi, zależność od sądów powszechnych.
Natomiast w Europie Wschodniej obserwujemy gospodarowanie folwarku oparte na zasadzie: niskie wydatki na inwestycje, a wysokie na konsumpcję i aparat nadzoru, powiększenie obszaru ziemi uprawianej przez feudała i produkcji rolnej, rentę odrobkową jako główną formę świadczeń feudalnych, poddaństwo osobiste chłopów, z którego wynikał zakaz opuszczania wsi przez chłopa oraz prawo sądzenia chłopa przez pana. Wszystko to doprowadziło do tego, że gospodarstwo chłopskie w Europie Wschodniej sprowadzone zostało do funkcji działki wyżywieniowej, reprodukcji siły roboczej i inwentarza.
Podsumowując, dualizm agrarny doprowadził do szybszego rozwoju miast i przemysłu w Europie Zachodniej i do osłabienia rynku wewnętrznego i zastoju gospodarczego w Europie Wschodniej, np. w Polsce system gospodarki folwarczno-pańszczyźnianej przyniósł długotrwały kryzys gospodarczy, który doprowadził do upadku I Rzeczypospolitej.